# 江安才
江安才（1909年—1981年），男，广西桂平人，中国光谱物理学家，南开大学物理系教授，曾任中国物理学会常务理事。